# Rubens Rangel
Rubens Rangel (* 29. Juni 1904 in São Fidélis; † 19. Juni 1974) war ein brasilianischer Politiker.
Rangel war zunächst Vizegouverneur des Bundesstaates Espírito Santo. Nach dem Rücktritt von Francisco Lacerda de Aguiar war er von 5. April 1966 bis 31. Januar 1967 Gouverneur von Espírito Santo.